# 中島種夫
中島 種夫（なかしま たねお、1907年 - 1983年）は、日本のグラフィックデザイナー。長崎県出身。1936年、豊田織機が自動車を発表した際、トヨタのマークをデザインした。のちに、このマークがトヨタ自動車の商標となった。

## 来歴
1907年11月13日、長崎市本博多町（現 万才町）にて父下瀬榮太郎、母ヤスの間の12人（男11人、女1人）の中の男子として生まれる。開国以来の富国強兵政策のため母ヤスは子沢山で表彰されたが、当時は栄養失調、チフスなどの病で子供たちは大人になるまで育たず、昭和の時代まで生き延びたのは中島種夫を入れてわずか4人の兄弟だけだった。家業は「下瀬精巧軒」といい、美術品製作、骨董鑑定、印鑑彫刻などを営んでいた。特に、父榮太郎の古賀人形の収集は有名で「下瀬コレクション」と呼ばれ、好事家の広く知るところであった。
種夫は、勝山小学校時、寺町の三宝寺という浄土宗の寺に養子に出されたが、家業を継ぐため実家の下瀬精巧軒に戻る。ただし、姓は下瀬に戻さず、そのまま養家の中島を名乗った。東京での美術修行を終えた後、長崎で家業を継いでいた種夫は、昭和11年（1936年）の夏、豊田自動織機製作所が国産の大衆車を発表するにあたり、自動車部門（現トヨタ自動車工業の前身）の商標マーク懸賞に応募する。懸賞の条件は、スマートでスピード感があることと、トヨダのカタカナ表記であった。応募者数2万7000人のうち、種夫の作品が1位となった。理由は、濁点をなくすことで画数が末広がりの8になって縁起がよい、創業者と企業名や車名が違うことで、個人を離れ、会社として発展していくことへの期待感、濁音がないことで発音の調子もよいなどだったという。
1983年2月4日、肺繊維症にて長崎市民病院に入院中、心臓発作にて死亡。享年75。